# Дискриминант
Дискримина́нт многочлена — математическое понятие (в алгебре), обозначаемое буквами {\displaystyle {\mathcal {D}}} или {\displaystyle \Delta } .
Для многочлена {\displaystyle p(x)=a_{0}+a_{1}x+\cdots +a_{n}x^{n}}, {\displaystyle a_{n}\neq 0}, его дискриминант есть произведение
{\displaystyle {\mathcal {D}}(p)=a_{n}^{2n-2}\prod _{i\neq j}^{\frac {n^{2}-n}{2}}(\alpha _{i}-\alpha _{j})^{2}},
где {\displaystyle \alpha _{1},\alpha _{2},\ldots ,\alpha _{n}} — все корни многочлена (с учётом кратностей) в некотором расширении основного поля, в котором они существуют.
Дискриминант - это такое число, которое определяет характер корней многочлена:
- Если {\displaystyle {\mathcal {D}}(p)>0},  это означает, что корни уравнения являются действительными числами, и все они различны. Геометрически, график {\displaystyle p(x)} пересекает ось {\displaystyle x} в {\displaystyle n}-разных местах.
- Если {\displaystyle {\mathcal {D}}(p)=0}, это означает, что некоторые из корней (или все) совпадают, т.е. кратны. Геометрически, график {\displaystyle p(x)} касается ось {\displaystyle x} в некоторых местах (или во всех).
- Если {\displaystyle {\mathcal {D}}(p)<0}, это означает, что некоторые из корней (или все) комплексные числа. Геометрически, график {\displaystyle p(x)} будет находиться над или под осью {\displaystyle x}, и касаться ее только в некоторых местах (или не будет касаться вовсе).

Чаще всего используется дискриминант квадратного трёхчлена, знак которого определяет количество действительных корней.

## Свойства
- Дискриминант равен нулю тогда и только тогда, когда многочлен имеет кратные корни.
- Дискриминант является симметрическим многочленом относительно корней многочлена и поэтому является многочленом от его коэффициентов; более того, коэффициенты этого многочлена целые независимо от расширения, в котором берутся корни.
- {\displaystyle {\mathcal {D}}(P(\lambda +x))={\mathcal {D}}(P(x))}
- {\displaystyle {\mathcal {D}}(P(\lambda \cdot x))=\lambda ^{n(n-1)}{\mathcal {D}}(P(x))} , где {\displaystyle \lambda =const}
- {\displaystyle {\mathcal {D}}(\lambda \cdot P(x))=\lambda ^{2n-2}{\mathcal {D}}(P(x))}
- {\displaystyle {\mathcal {D}}(x\cdot P(x))=a_{0}^{2}{\mathcal {D}}(P(x))}
- {\displaystyle {\mathcal {D}}((P(x))^{k})={\mathcal {D}}((x^{k}\cdot P(x)))=0}, при {\displaystyle k>1}
- {\displaystyle {\mathcal {D}}(P(x))={\dfrac {(-1)^{n(n-1)/2}}{a_{n}}}{\mathcal {R}}(P(x),P'(x))}, где {\displaystyle {\mathcal {R}}(P(x),P'(x))} — результант многочлена {\displaystyle P(x)} и его производной {\displaystyle P'(x)}.
- Также дискриминант можно записать в виде определителя матрицы {\displaystyle n\times n}  вида

{\displaystyle {\mathcal {D}}(P(x))=a_{n}^{2n-2}{\begin{vmatrix}1&1&1&\cdots &1\\x_{1}&x_{2}&x_{3}&\cdots &x_{n}\\x_{1}^{2}&x_{2}^{2}&x_{3}^{2}&\cdots &x_{n}^{2}\\x_{1}^{3}&x_{2}^{3}&x_{3}^{3}&\cdots &x_{n}^{3}\\\cdots &\cdots &\cdots &\cdots &\cdots \\x_{1}^{n-1}&x_{2}^{n-1}&x_{3}^{n-1}&\cdots &x_{n}^{n-1}\\\end{vmatrix}}^{2}}.
Где ({\displaystyle x_{1},x_{2},x_{3},\cdots ,x_{n}}) - корни уравнения от многочлена {\displaystyle P(x)}

## Примеры
Во всех следующих примерах рассматриваются многочлены с вещественными коэффициентами и отличным от нуля старшим коэффициентом.

### Многочлен второй степени
Дискриминант квадратного трёхчлена {\displaystyle ax^{2}+bx+c} равен {\displaystyle {\mathcal {D}}=b^{2}-4ac.}
- При {\displaystyle {\mathcal {D}}>0} трёхчлен будет иметь два вещественных корня:
{\displaystyle x_{1,2}={\dfrac {-b\pm {\sqrt {\mathcal {D}}}}{2a}}={\dfrac {2c}{-b\mp {\sqrt {\mathcal {D}}}}}.}
- При {\displaystyle {\mathcal {D}}=0} — один корень кратности 2 (другими словами, два одинаковых корня):
{\displaystyle x=-{\dfrac {b}{2a}}.}
- При {\displaystyle {\mathcal {D}}<0} вещественных корней нет, однако есть два комплексно-сопряжённых корня, выражающиеся той же формулой, что и для положительного дискриминанта. Также её можно переписать так, чтобы она не содержала отрицательного подкоренного выражения, следующим образом:
{\displaystyle x_{1,2}={\dfrac {-b\pm {\sqrt {\mathcal {D}}}}{2a}}={\dfrac {-b\pm i{\sqrt {|{\mathcal {D}}|}}}{2a}}} или {\displaystyle x_{1,2}={\dfrac {2c}{-b\pm {\sqrt {\mathcal {D}}}}}={\dfrac {2c}{-b\pm i{\sqrt {|{\mathcal {D}}|}}}}.}

#### Геометрический смысл дискриминанта квадратного уравнения
Дискриминант квадратного трёхчлена геометрически характеризует расстояние от абсциссы точки экстремума функции {\displaystyle f(x)=ax^{2}+bx+c}  до точки пересечения графика функции с осью Ox. Это расстояние определяется по формуле:
{\displaystyle l={\dfrac {\sqrt {\mathcal {D}}}{2a}}} .

### Многочлен третьей степени
Дискриминант кубического многочлена {\displaystyle ax^{3}+bx^{2}+cx+d} равен
{\displaystyle D=b^{2}c^{2}-4ac^{3}-4b^{3}d-27a^{2}d^{2}+18abcd=27\left(6a{\frac {b}{3}}{\frac {c}{3}}d-4\left(a\left({\frac {c}{3}}\right)^{3}+\left({\frac {b}{3}}\right)^{3}d\right)+3\left({\frac {b}{3}}\right)^{2}\left({\frac {c}{3}}\right)^{2}-a^{2}d^{2}\right).}
В частности, дискриминант кубического многочлена {\displaystyle x^{3}+px+q} (корни которого вычисляются по формуле Кардано) равен {\displaystyle -4p^{3}-27q^{2}=-108\left(\left({\frac {p}{3}}\right)^{3}+\left({\frac {q}{2}}\right)^{2}\right).}.
- При {\displaystyle D>0} кубический многочлен имеет три различных вещественных корня.
- При {\displaystyle D=0} он имеет кратный корень (либо один корень кратности 2 и один корень кратности 1, и тот, и другой вещественные; либо один-единственный вещественный корень кратности 3).
- При {\displaystyle D<0} кубический многочлен имеет один вещественный корень и два комплексных корня (являющихся комплексно-сопряжёнными).

### Многочлен четвёртой степени
Дискриминант многочлена четвёртой степени {\displaystyle ax^{4}+bx^{3}+cx^{2}+dx+e} равен
{\displaystyle {\begin{aligned}D&=256a^{3}e^{3}-192a^{2}bde^{2}-128a^{2}c^{2}e^{2}+144a^{2}cd^{2}e-27a^{2}d^{4}\ +\\&+144ab^{2}ce^{2}-6ab^{2}d^{2}e-80abc^{2}de+18abcd^{3}+16ac^{4}e\ -\\&-4ac^{3}d^{2}-27b^{4}e^{2}+18b^{3}cde-4b^{3}d^{3}-4b^{2}c^{3}e+b^{2}c^{2}d^{2}.\end{aligned}}}
Для многочлена {\displaystyle x^{4}+qx^{2}+rx+s} дискриминант имеет вид
{\displaystyle {\begin{aligned}D&=256s^{3}-128q^{2}s^{2}+144qr^{2}s-27r^{4}+16q^{4}s-4q^{3}r^{2}=\\&=256\left(s^{3}-18\left({\frac {q}{6}}\right)^{2}s^{2}-27\left({\frac {r}{4}}\right)^{4}-54\left({\frac {q}{6}}\right)^{3}\left({\frac {r}{4}}\right)^{2}+54\left({\frac {q}{6}}\right)\left({\frac {r}{4}}\right)^{2}s+81\left({\frac {q}{6}}\right)^{4}s\right).\end{aligned}}}
и равенство {\displaystyle D=0} определяет в пространстве {\displaystyle (q,r,s)} поверхность, называемую ласточкиным хвостом.
- При {\displaystyle D<0} многочлен имеет два различных вещественных корня и два комплексных корня.
- При {\displaystyle D>0} многочлен имеет четыре различных корня: либо все вещественные, либо все комплексные.

А именно, для многочлена {\displaystyle x^{4}+qx^{2}+rx+s}:
- если {\displaystyle q\geqslant 0}, то все корни комплексные;
- если {\displaystyle q<0} и {\displaystyle s>{\frac {q^{2}}{4}}}, то все корни комплексные;
- если {\displaystyle q<0} и {\displaystyle s<{\frac {q^{2}}{4}}}, то все корни вещественные.

- При {\displaystyle D=0} многочлен имеет по меньшей мере один кратный корень (вещественный или комплексный). Во втором случае многочлен имеет два комплексно сопряжённых кратных корня и, следовательно, распадается в произведение двух многочленов второй степени, неприводимых над полем вещественных чисел.

Точнее:
- если {\displaystyle q<0} и {\displaystyle s>{\frac {q^{2}}{4}}}, то один вещественный корень кратности 2 и два комплексных корня;
- если {\displaystyle q<0} и {\displaystyle -{\frac {q^{2}}{12}}<s<{\frac {q^{2}}{4}}}, то три различных вещественных корня, один из которых кратности 2;
- если {\displaystyle q<0} и {\displaystyle s={\frac {q^{2}}{4}}}, то два вещественных корня, каждый из которых кратности 2;
- если {\displaystyle q<0} и {\displaystyle s=-{\frac {q^{2}}{12}}}, то два вещественных корня, один из которых кратности 3;
- если {\displaystyle q>0}, {\displaystyle s>0} и {\displaystyle r\neq 0}, то один вещественный корень кратности 2 и два комплексных корня;
- если {\displaystyle q>0}, {\displaystyle s={\frac {q^{2}}{4}}} и {\displaystyle r=0}, то одна пара комплексно сопряжённых корней кратности 2;
- если {\displaystyle q>0} и {\displaystyle s=0}, то один вещественный корень кратности 2 и два комплексных корня;
- если {\displaystyle q=0} и {\displaystyle s>0}, то один вещественный корень кратности 2 и два комплексных корня;
- если {\displaystyle q=0} и {\displaystyle s=0}, то один вещественный корень кратности 4.

## История
Термин образован от латинского слова лат. discrimino — «разбираю», «различаю». Понятие «дискриминант квадратичной формы» использовалось в работах Гаусса, Дедекинда, Кронекера, Вебера и др. Термин ввёл британский математик Джеймс Джозеф Сильвестр (1814—1897).